# Tillabéri (région)
Pour les articles homonymes, voir Tillabéri.
La région de Tillabéri (ou Tillabéry) est une région de la République du Niger, située au sud-ouest du pays.
Elle couvre une superficie de 97 251 km2 soit 7,7 % du territoire national.

## Géographie

### Situation
Elle est limitée :
- au nord par la République du Mali : Région de Gao
- à l’est par les régions de Tahoua et Dosso,
- au sud par le Bénin : Alibori
- à l'ouest par le Burkina Faso : Régions du Sahel  et Est

La communauté urbaine de Niamey est enclavée dans la région.
|                  | Gao       | Ménaka |
| Sahel            | Tillabéri | Tahoua |
| Est              | Alibori   | Dosso  |
| Enclave : Niamey |           |        |

### Relief et environnement
La région est traversée par le fleuve Niger. C’est un plateau à environ 250m d’altitude coupés par des cours d’eau temporaires (Gorouol, Sirba) ou permanents (Mékrou, Tapoa). À l’est, dans le département de  Filingué, elle comprend une partie de la vallée du Dallol Bosso, empreinte du cours d’eau fossile de l’Azawak.
Le Parc national du W du Niger est situé dans l'extrême sud de la région et s'étend sur le Burkina Faso et le Bénin. La partie nord-est de la région (départements de Ouallam et de Filingué) est une région de savane.

### Climat
La région connait un climat de type sahélien, chaud et relativement humide avec 540 mm de précipitations à Niamey. Elle ne reçoit cependant pas une goutte de pluie pendant plus de 4 mois par an, et les précipitations sont irrégulières.

## Histoire
La région de Tillabéry actuelle, s'étend sur la partie orientale de l'ancien Empire songhaï. Les Songhaï se seraient installés dans la région au VIIe siècle refoulés par les haoussas du Katsina, il continuèrent leur mouvement en occupant la vallée du Niger jusqu'à Djenné au XIIe siècle.
La région de Tillabéri est issue des évolutions et réformes administratives de la République du Niger, par la loi 64-023 du 17 juillet 1964 qui divise le pays en 7 départements, le territoire est placé dans le département de Niamey incluant la capitale. En 1988, la ville de Niamey en est soustraite, il prend le nom de département de Tillabéri. En 1998, la transformation des départements en régions instaure l'appelation : Région de Tillabéri, les arrondissements deviennent des départements.
En 2002, la région divisée en six départements passe à 13, lors de la transformation de sept postes administratifs (Abala, Ayérou, Balleyara, Banibangou, Bankilaré, Gothèye et Torodi) en départements.

## Subdivisions administratives
La région est depuis 2011. divisée en 13 départements et 45 communes, 6 213 localités. Le pouvoir traditionnel est exercé par 31 cantons, 8 groupements nomades et 1 946 villages administratifs et tribus.
| Département | Superficie (km2) | Population (2021) | Communes urbaines (en gras) et rurales                                                                         |
| ----------- | ---------------- | ----------------- | --- |
| Abala       | 12 390           | 199 398           | Abala • Sanam                                                                                                  |
| Ayérou      | 3 037            | 78 813            | Ayérou • Inatès                                                                                                |
| Balleyara   | 1 399            | 148 054           | Tagazar |
| Banibangou  | 6 449            | 92 521            | Bani Bangou |
| Bankilaré   | 1 433            | 117 318           | Bankilaré |
| Filingué    | 10 470           | 423 882           | Filingué • Imanan • Kourfeye Centre • Tondikandia                                                              |
| Gothèye     | 4 093            | 333 111           | Gothèye • Dargol                                                                                               |
| Kollo       | 9 112            | 643 161           | Kollo • Bitinkodji • Diantchandou • Hamdallaye • Karma • Kirtachi • Kouré • Liboré • N'Dounga • Namaro • Youri |
| Ouallam     | 14 450           | 452 209           | Ouallam • Dingazi • Simiri • Tondikiwindi                                                                      |
| Say         | 6 394            | 242 706           | Say • Ouro Guéladjo • Tamou                                                                                    |
| Téra        | 9 368            | 464 623           | Téra • Diagourou • Gorouol • Kokorou • Méhana                                                                  |
| Tillabéri   | 5 136            | 314 190           | Tillabéri • Anzourou • Bibiyergou • Dessa • Kourtèye • Sakoira • Sinder                                        |
| Torodi      | 6 869            | 252 363           | Torodi • Makalondi                                                                                             |

### Chefferies traditionnelles
La région de Tillabéri compte en 2018, 31 cantons, 7 groupements et 3 chefferies particulières. Le chef traditionnel est une personne élue ou désignée pour diriger une communauté coutumière et traditionnelle.

### Découpage territorial 2002

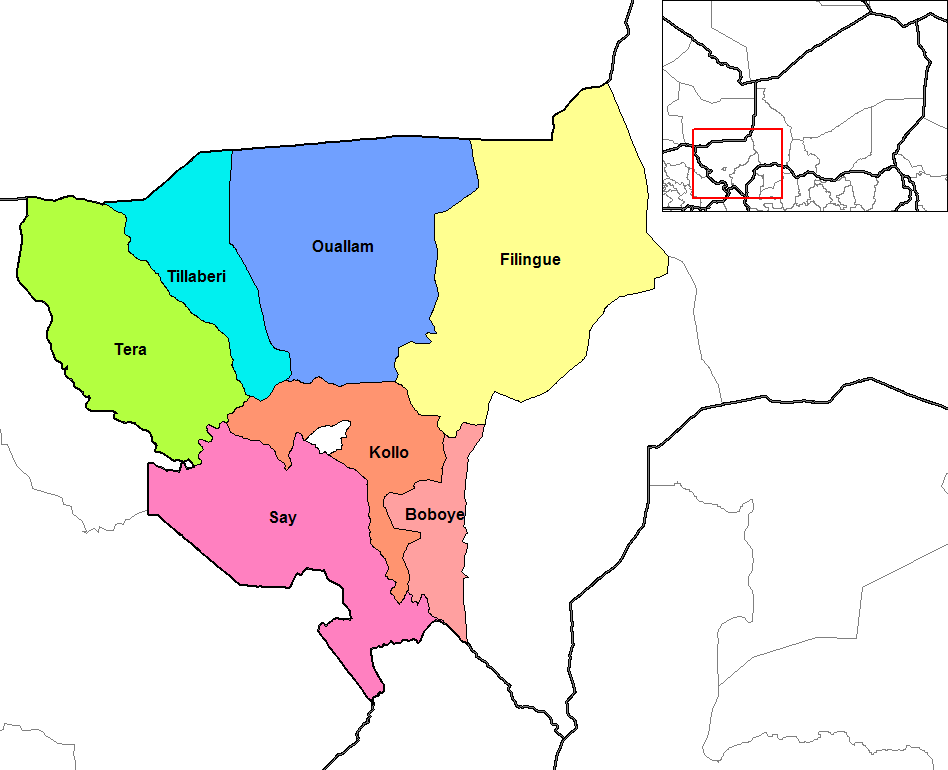
Les départements de la région de Tillabéri.

Selon le découpage territorial de 2002, la région de Tillabéri est subdivisée en 6 départements. Les populations selon les estimations de 2011 :
Département de Filingué :
- Superficie : 26 217 km2
- Population : 553 127 hab
- Chef-lieu : Filingué
- Communes urbaines : Filingué.
- Communes rurales : Abala, Imanan, Kourefeye Centre, Sanam, Tagazar, Tondikandia.

Département de Kollo :
- Superficie : 10 002 km2
- Population : 443 371 hab
- Chef-lieu : Kollo
- Communes urbaines : Kollo.
- Communes rurales : Bitinkodji (Saga Fondo), Dantchandou, Hamdallaye, Karma, Kirtachi, Kouré, Liboré, N’Dounga, Namaro, Youri (Kourtéré).

Département de Ouallam :
- Superficie : 22 093 km2
- Population : 383 632 hab
- Chef-lieu : Ouallam
- Communes urbaines : Ouallam.
- Communes rurales : Banibangou, Dingazi, Simiri, Tondikiwindi.

Département de Say :
- Superficie : 14 430 km2
- Population : 316 439 hab
- Chef-lieu : Say
- Communes urbaines : Say.
- Communes rurales : Ouro Guélédjo, Tamou, Torodi.

Département de Téra :
- Superficie : 15 794 km2
- Population : 579 658 hab
- Chef-lieu : Téra
- Communes urbaines : Téra.
- Communes rurales : Bankilaré, Dargol, Diagourou, Gorouol, Gothéye, Kokorou, Mehana.

Département de Tillabéri :
- Superficie : 8 715 km2
- Population : 295 898 hab
- Chef-lieu : Tillabéri
- Communes urbaines : Tillabéri.
- Communes rurales : Anzourou, Ayérou, Bibiyergou, Dessa, Inates, Kourteye, Sakoira, Sinder.

## Population

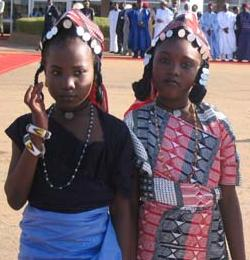
Tenues traditionnelles Djerma.

La région était peuplée de 2 572 125 habitants en 2011.
La population est composée principalement de Djermas (63,6 %), de Peuls (12,6 %), de Touaregs (11,1 %) et d'Haoussas (10,5 %)
.
La région souffre particulièrement de la pression démographique. Les taux de fécondité atteignent 7,9 enfants en moyenne par femme à Tillabéri en 2019, soit 1,1 de plus qu’en 2006.
| 1988      | 2001      | 2012      |
| --------- | --------- | --------- |
| 1 328 283 | 1 858 342 | 2 572 125 |

## Économie

### Aménagements
En 2008 a été lancée officiellement la construction du Barrage de Kandadji

sur le fleuve Niger à Dessa (au sud d’Ayérou), pour une mise en service en 2013. Les travaux ont réellement commencés en 2011
,
et la fin est espérée pour 2016. La longueur du barrage sera de 8,5 km et la capacité du réservoir de 1,569 km3. Les objectifs sont :
- assurer un débit d’étiage de 120 m3/s sur le fleuve Niger,
- sécuriser l’alimentation en eau potable de l’agglomération de Niamey,
- mettre en valeur par l’irrigation environ 45 000 ha,
- produire de l’électricité avec une puissance 125 MW pour une production annuelle de 629 GWh.

### Agriculture, élevage et pêche
Le niveau des précipitations et la présence du fleuve Niger et de quelques affluents en font une région propice pour l'agriculture dans la partie sud-ouest. La région produit 75 % du riz du pays, 18 % du mil, du sorgho, des cultures maraîchères
.
La région élève 21 % des bovins du pays, 19 % des ânes, 14 % des ovins et 13 % des chèvres.
La pêche est pratiquée sur le fleuve Niger. La région est la première productrice de poisson du pays, mais la production est irrégulière.

### Industrie minière
L’or
La Société des mines du Liptako (SML), coentreprise entre la SEMAFO et l’état Nigérien, exploite la mine d’or de Samira Hill, dans le département de Téra, près de la frontière du Burkina Faso à environ 100 km à l’ouest de Niamey. 
La production de la mine est estimée à environ 1 320 kilogrammes d'or en 2011
.
L'orpaillage artisanal est aussi pratiqué dans la région.

### Tourisme

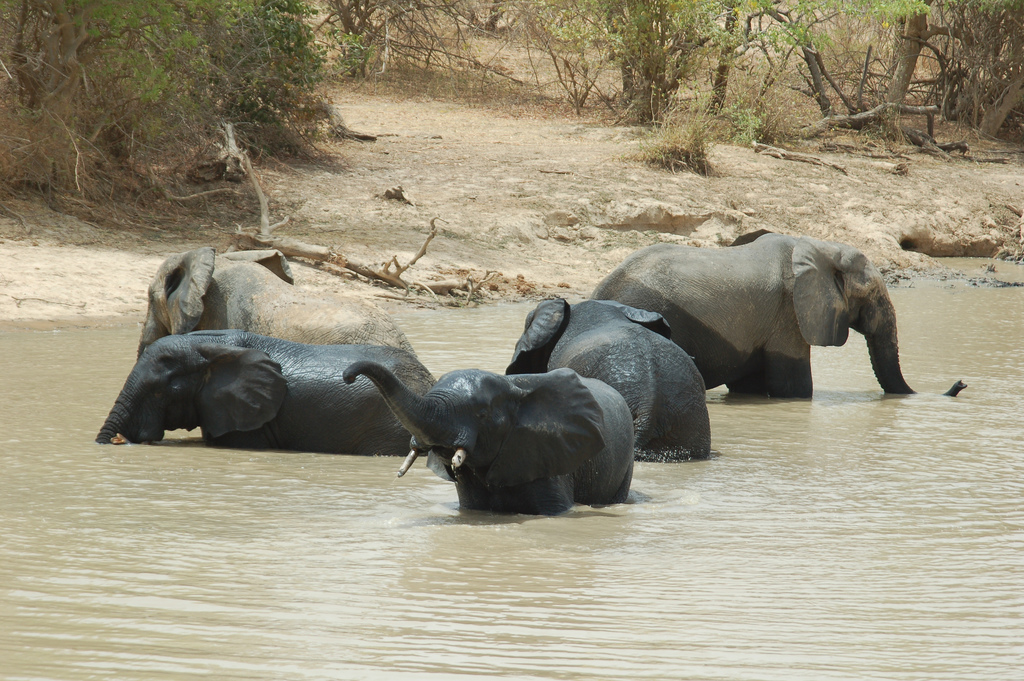
Eléphants dans le Parc du W.

Le parc national du W et la vallée du Niger constituent le deuxième pôle touristique du pays après la région d'Agadez
.

### Transport et communication
Réseau routier
La région bénéficie du réseau en étoile partant de Niamey :
- La section nord-ouest la route nationale N1 desservant Tillabéri, Ayérou et rejoint le Mali.
- La section sud la route nationale N1, vers l'est, desservant Kouré, Birni N'Gaouré, Dosso. Dogondoutchi, Birni N'Konni, Madaoua, Guidan-Roumdji, Maradi, Aguié, Tessaoua, Zinder, Gouré, Maïné-Soroa, Diffa, N'Guigmi et rejoint le Tchad.
- La route nationale N6 remontant vers le Burkina Faso.
- La route nationale N24 remontant vers le Mali via Ouallam.
- La route nationale N25 vers le nord-est desservant Filingué.

Aéroports
La région est desservie par l'Aéroport international Diori Hamani de Niamey.

## Culture et patrimoine
Le parc national du W du Niger, inscrit sur la liste du patrimoine mondial de l'UNESCO, jouit d'une grande diversité de milieux : humide près du Niger, forêt sèche et savane, ainsi que d'une grand variété animale et végétale.